# Bond Street (stanice metra v Londýně)
Bond Street je stanice metra v Londýně. Nachází se ve čtvrti Mayfair nedaleko stejnojmenné ulice. Stanici obsluhují tyto linky:
- Central Line (mezi stanicemi Marble Arch a Oxford Circus)
- Jubilee Line (mezi stanicemi Baker Street a Green Park).
- Elizabeth Line (mezi stanicemi Tottenham Court Road a Paddington)

| Rok  | Počet cestujících |
| ---- | ----------------- |
| 2011 | 36,02 mil         |
| 2012 | 38,07 mil         |
| 2013 | 39,65 mil         |
| 2014 | 19,80 mil         |

## Historie
Stanice byla otevřena roku 1900 jako součást dnešní Central Line. Stanice byla v průběhu 20. století několikrát přebudována. V 70. letech došlo k výstavbě Jubilee Line. Součástí stavby byla i významná rekonstrukce stanice Bond Street. Stanice dostala dva nové výstupy na Oxford Street a Davies Street. Provoz Jubilee line byl zahájen 1. května 1979.

### Výstavba Crossrail a zkapacitnění stanice
Během výstavby Elizabeth Line (Crossrail) proběhla modernizace stanice, nástupiště Central Line bylo uzavřeno v dubnu-červnu 2014 a Jubilee Line v červenci-prosinci 2014. V listopadu 2017 byla modernizace dokončena, přičemž přibyl nový výstup na Marylebone Lane, přímý přestup mezi linkami bez nutnosti jezdit nahoru a dolů a bezbariérové výtahy. Provoz Elizabeth Line byl sice zahájen už 24. května 2022, avšak samotná stanice Bond Street byla otevřena až 24. října téhož roku. Do té doby vlaky stanicí pouze projížděly.